# Монтекапри (Фиренца)
Монтекапри је насеље у Италији у округу Фиренца, региону Тоскана.
Према процени из 2011. у насељу је живело 163 становника. Насеље се налази на надморској висини од 189 м.